# Пирогова, Людмила Леонидовна
Людми́ла Леони́довна Пирого́ва (21 июля 1939, Москва — 19 января 2010, там же) — советская и российская актриса театра и кино, заслуженная артистка РСФСР (1991), актриса Малого театра.

## Биография
Родилась 21 июля 1939 года в Москве в артистической семье. Её родители были драматическими артистами (отец — Леонид Григорьевич Пирогов); дед — легендарный бас Григорий Пирогов.
В 5 лет дебютировала на сцене, школьницей исполнила роль Алёнки в спектакле Театра имени Моссовета «Чаша радости», принимала участие в первом исполнении сюиты С. С. Прокофьева «Зимний костёр», читая стихи С. Я. Маршака.
Окончила театральное училище им. М. С. Щепкина, во время учёбы успела сняться в трёх кинофильмах, среди них «Судьба барабанщика».
1 августа 1960 года была зачислена в труппу Малого театра, служению которому отдала почти полвека. За эти годы сыграла более 30 ролей в спектаклях классического и современного репертуара. Среди её работ — Сашенька («Село Степанчиково и его обитатели» Ф. М. Достоевского), Саша («Живой труп» Л. Н. Толстого), Инна Голубева («Коллеги» В. П. Аксёнова), Лиза («Горе от ума» А. С. Грибоедова), Катя Одинцова («Отцы и дети» И. С. Тургенева), Даша («Светит, да не греет» А. Н. Островского). Яркой удачей актрисы стала Марья Антоновна («Ревизор» Н. В. Гоголя). В созданном Пироговой образе эгоизм, практичность и вздорность провинциальной барышни органично сочетались с искренностью и детской непосредственностью.
В 1976 г. актриса с большим успехом сыграла Марью Антоновну в постановке МХАТа им. М. Горького.
Одной из лучших работ в творческой биографии Людмилы Леонидовны стала Аксюша («Лес» А. Н. Островского) — этот образ явился квинтэссенцией лучших черт русского характера. Созданную Пироговой роль Вари («Вишнёвый сад» А. П. Чехова) отличала строгая сдержанность. Чёткий и красивый рисунок роли создавал характер, не лишённый поэзии и силы.
Для каждой из своих героинь Людмила Пирогова находила индивидуальные, присущие только ей черты. Среди созданных ею ролей — Невеста («Умные вещи» С. Я. Маршака), Славка («Доктор философии» Б. Нушича), Соня («Дачники» М. Горького), Абигайль («Стакан воды» Э. Скриба), Надя («Так и будет» К. М. Симонова), Марикита («Каменный хозяин» Л. Украинки), Лера («Летние прогулки» А. Д. Салынского), Фиби («Человек, который смеётся» В. Гюго), Атаманша («Снежная королева» Е. Л. Шварца).
Ушла из жизни после тяжёлой продолжительной болезни 19 января 2010 года в Москве на 71-м году жизни. Похоронена в Москве, на Новодевичьем кладбище в родственной могиле на 2 уч. 6 ряд.

## Роли в кино
- 1962 — Вашингтонская история (ТВ) — сотрудница Госдепартамента
- 1973 — Так и будет (фильм-спектакль) — Надя
- 1974 — Отцы и дети (фильм-спектакль) — Катя, сестра Анны Одинцовой

### Озвучивание мультфильмов
- 1951 — Друзья-товарищи — старшеклассница
- 1967 — Сказка о золотом петушке — Шемаханская царица[4]